# Minnie Bell Sharp Adney

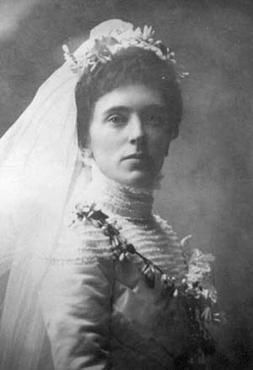
Minnie Bell Sharp an ihrem Hochzeitstag 1899

Minnie Bell Sharp Adney (* 12. Januar 1865 in Woodstock, New Brunswick; † 11. April 1937 ebenda) war eine kanadische Sängerin und Musiklehrerin.

## Leben
Sie  war die Tochter des kanadischen Obstzüchters und Baumschulbesitzers Francis Peabody Sharp (* 3. September 1823 in Northampton, Carleton County, New Brunswick; † 12. Dezember 1903 in Woodstock) und dessen Frau Maria Shaw (* 12. Mai 1830; † 29. März 1904).  Das Ehepaar hatte 7 weitere Kinder, von denen aber die drei erstgeborenen noch vor Minnie Bells Geburt starben.
Minnie Bell Sharp wuchs in Woodstock auf und ging 1883 nach New York City, wo sie eine Gesangs- und Klavierausbildung erhielt. Sie studierte Klavier bei dem deutschen Klavierlehrer Dr. William Mason und bei Gonzalo Nunez sowie Gesang bei Ange Albert Pattou und Frank Tubbs. In New York lebte sie im Bording House von Ruth Shaw, der Mutter ihres späteren Ehemanns Edwin Tappan Adney. Nach der Ausbildung unterrichtete sie als Musiklehrerin in New York, später auch in Fredericton und Woodstock. 1893 gründete sie das Victoria Conservatory of Music in Victoria, British Columbia, das sie bis 1900 führte.
Minnie Bell Sharp war eine selbstbewusste, exzentrische und sture Frau. Weil sie fällige Schulgelder nicht bezahlte, verbrachte sie 1897 17 Tage im Gefängnis. Anschließend führte sie einen Prozess gegen diese Verhaftung, den sie gewann. In dem Urteil wurde ihr bestätigt, dass sie zu Unrecht verhaftet worden war.
1899 heiratete sie Edwin Tappan Adney. Adney war Journalist und Ethnologe. Das Paar bekam 1902 einen Sohn, Francis Glenn Adney (* 9. Juli 1902 in Woodstock, New Brunswick).  Er wurde wie seine Mutter Musiker, erlangte als Jazz-Pianist jedoch nur geringe Bekanntheit in den USA.
Nach ihrer Rückkehr in ihre Heimatstadt Woodstock gründete sie die Woodstock School of Music, die sie für fast 20 Jahre leitete.
1919 kandidierte Minnie Bell Sharp als Kandidatin der Conservatives für den Bezirk Victoria—Carleton bei der Bundeswahl. Frauen durften zu diesem Zeitpunkt zwar wählen, aber nicht kandidieren. Ihr Name erschien nicht auf dem Stimmzettel, weil ihr Antrag auf Nominierung auf ungeklärte Weise verschwand. Minnie Bell Sharp vermutete, dass ihre Anwälte bestochen worden waren und den Antrag verschwinden ließen.
In den Jahren 1921 und 1925 kandidierte sie erneut, nachdem Frauen ab dem Jahr 1924 zur Kandidatur zugelassen waren. Sie erhielt jedoch nur 84 Stimmen.
Minnie Bell Sharp starb am 11. April 1937 in Woodstock und ist dort auf dem Upper Woodstock Cemetery begraben.